# Сильвия (пьеса)
«Си́львия» повествует о супружеской паре, в которой муж взял в дом бездомную собаку при резком противодействии супруги. Автор пьесы — американский писатель и драматург Альберт Гёрни. Впервые пьеса была поставлена в 1995 году Джоном Тиллинджером.

## Сюжет пьесы
Город Нью-Йорк, 1990-е годы. Грег, представитель среднего класса, находит на улице собаку по кличке Сильвия (указана на ошейнике) и проникается симпатией к ней. Собака представлена в пьесе женщиной. Он берет собаку в дом, где он и его жена Кейт живут вдвоем, тогда как их дети учатся вдали от дома. Жене активно не нравится находка мужа, но она соглашается оставить Сильвию на несколько дней, пока не удастся её куда-нибудь пристроить. В дальнейшем Грег проводит много времени с собакой в ущерб рабочим обязанностям. По совету незнакомца, встреченного на собачьей площадке, Грег стерилизует Сильвию, однако она по-прежнему обожает нового хозяина.
Тем временем отношения между супругами ухудшаются. Сильвия и Кейт ревнуют друг к другу, и Кейт обращается к психологу. Психолог в отчаянии от такой ситуации, и его единственный совет — купить ружьё и пристрелить собаку.
Кейт получает приглашение работать в Лондоне и приехать туда вместе с мужем. Разумеется, Грег хотел бы взять и Сильвию, но для собак в Англии предусмотрен шестимесячный карантин. Скрепя сердце, Грег говорит Сильвии, что ей придется переселиться в деревенскую семью. В последний момент Кейт хочет попрощаться с Сильвией, и тут после трогательной сцены её отношение к собаке резко меняется.
В заключительной сцене актеры рассказывают залу о последующих событиях. Сильвию через много лет усыпляют после тяжелой болезни, а Кейт и Грег хранят о ней память.

## Постановки в России "Сильвия" - театр ТООТ (город Владимир)
- «Чего же хотят мужчины?» — Оптимистический театр, режиссёр — Ольга Шведова .

- «Сильвия» — Ярославский камерный театр.

- «Ты мой Бог!» — Санкт-Петербургский театр «Буфф», режиссёр — Мария Немировская (Израиль). В главных ролях: З.а. России Мурад Султаниязов (Грег), Анна Коршук (Кейт), З.а. России Елена Воробей и Ксения Андреева (Сильвия).

- «Сильвия» — Московская театр-студия «Постскриптум»

- «Блюз на кончике хвоста» — Хабаровский муниципальный театр пантомимы «Триада» (2010 год)

- «Сидеть! Лежать! Любить!» — Хабаровский краевой театр драмы (2010 год)

- «Сильвия» — Учебный театр ГИТИС (2017)
- «Собачья жизнь» — Санкт-Петербургский музыкально-драматический театр «АРТ» (СПб ГБУК "Петербург-концерт"), режиссёр —З.а. России Александр Исаков. В главных ролях:  Вера Егорова (Сильвия), Дмитрий Дмитриев (Грег), Евгения Глотова (Кейт).
- "Сильвия" — Учебный театр КазГИК (2021)